# Horst-Dieter Höttges
Horst-Dieter Höttges (* 10. September 1943 in München Gladbach; † 22. Juni 2023 in Verden (Aller)) war ein deutscher Fußballspieler, der aufgrund seines harten, aber effektiven Abwehrspiels den Spitznamen „Eisenfuß“ erhielt. Mit 420 Bundesligaspielen für Werder Bremen zwischen 1964 und 1978 wurde er zum Rekordfeldspieler des Vereins. Als Teil der deutschen Fußballnationalmannschaft wurde er 1972 Europameister und 1974 Weltmeister.

## Sportliche Laufbahn

### Vereinskarriere
Von seinem Stammverein Blau-Weiß Dahl kam er 1960 zu Borussia Mönchengladbach. Nach einem Spieljahr in der zweitklassigen Regionalliga West bei den Fohlen ging er für 50.000 DM zu Werder Bremen. Dort absolvierte Höttges von 1964 bis 1978 420 Spiele in der Bundesliga. Ihm gelang in jeder Spielzeit für Werder mindestens ein Tor. Insgesamt erzielte er 55 Bundesligatore, davon 39 durch Elfmeter und fünf Freistoßtreffer, sowie 13 Tore im DFB-Pokal, davon neun durch Elfmeter. Er ist der Feldspieler mit den meisten Bundesligaspielen für Werder Bremen, übertroffen wird er nur von Torwart Dieter Burdenski.
1965 errang er mit Werder Bremen die deutsche Meisterschaft. 1966 wurde er mit Bremen Vierter, 1968 Vizemeister. Dreimal erreichte er mit Bremen das Halbfinale im DFB-Pokal (1972, 1973 und 1978). In den 1970er-Jahren wurde Höttges im Verein überwiegend als Vorstopper, dann als Libero eingesetzt. Zwischen 1968 und 1978 spielte Bremen nur im Mittelfeld oder in den unteren Rängen der Bundesliga. Große Erfolge blieben trotz Millioneninvestitionen aus. Der flapsige Spruch: „Solange ich spiele, steigt Werder nicht ab!“, mit dem Höttges immer wieder zitiert wurde, sollte sich bewahrheiten.
Im Jahr 1978 beendete Horst-Dieter Höttges, der als Aktiver den Spitznamen „Eisenfuß“ hatte, seine Karriere als Bundesligaspieler. Nach einem Jahr als Amateur in Oberbecksen kehrte er nochmal zu den Grünweißen zurück: In der Saison 1979/80 spielte er für die Werder Bremen Amateure in der damaligen Amateuroberliga Nord. Der Versuch, ihn als Libero für die abwehrschwache Bundesligamannschaft zu reaktivieren, ließ sich aus formalen Gründen jedoch nicht durchführen. Tatsächlich stieg die Profimannschaft in jener zweiten Saison nach Höttges für ein Jahr aus der Bundesliga ab. In seinem offiziellen Abschiedsspiel standen sich im Dezember 1979 vor 15.000 Zuschauern der SV Werder und eine Bundesligaauswahl (2:3) gegenüber. Die Auswahl wurde von Helmut Schön betreut und hatte mit Kevin Keegan, Paul Breitner, Jürgen Grabowski, Bernd Hölzenbein, Berti Vogts und Sigfried Held langjährige Wegbegleiter von Höttges in ihren Reihen. Unter der Schiedsrichterleitung von Walter Eschweiler verwandelte der „Eisenfuß“ einen Foulelfmeter in der 37. Spielminute.
Höttges spielte noch mehrere Jahre in der Uwe-Seeler-Traditionself. Er blieb dem SV Werder Bremen eng verbunden und war häufig Gast bei den Heimspielen im Weserstadion. Er war Betreuer der U15-Mannschaft des SV Werder.

### Auswahleinsätze
Höttges debütierte am 27. November 1963 in der U-23-Nationalmannschaft, die in Liverpool mit 1:4 gegen die Auswahlmannschaft Englands verlor. Danach spielte er noch zweimal in dieser Auswahlmannschaft, am 4. März 1964 in Ankara bei der 1:2-Niederlage gegen die Auswahl der Türkei und am 29. April 1964 in Karlsbad beim 1:0-Sieg gegen die Auswahl der Tschechoslowakei. Mit einem Zeitunterschied von neun Jahren bestritt er auch zwei Länderspiele für die B-Nationalmannschaft. Sein Debüt für die A-Nationalmannschaft gab er am 1. September 1965 in Köln beim 3:0-Sieg gegen die Auswahl der Sowjetunion, seinen letzten Einsatz in der A-Mannschaft hatte er am 22. Juni 1974 in Hamburg bei der 0:1-Niederlage gegen die Auswahl der DDR.
In der A-Nationalmannschaft kam er als schneller, zweikampfstarker und einsatzfreudiger, allerdings technisch limitierter Außenverteidiger auf 66 Einsätze zwischen 1965 und 1974 und schoss dabei einen Treffer. Dieser gelang ihm beim 12:0 gegen Zypern am 21. Mai 1969.
Höttges nahm an drei Weltmeisterschaften teil und wurde mit der Nationalmannschaft bei der WM 1966 in England Vizeweltmeister, bei der WM 1970 in Mexiko Dritter, bei der WM 1974 in der Bundesrepublik Deutschland Weltmeister und 1972 Europameister. Bei der WM 1966 war Höttges in den Gruppenspielen, im Viertelfinale und Finale eingesetzt worden, im Halbfinale aber wegen einer Achillessehnenverletzung von Friedel Lutz vertreten worden. Bei der WM 1970 spielte er in den drei Gruppenspielen und im Viertelfinale, wo er sich verletzte und im Halbfinale von Bernd Patzke vertreten wurde. Bei der WM 1974 hatte er nur einen Kurzeinsatz im dritten Gruppenspiel gegen die DDR, mit dem seine Länderspielkarriere endete.

### Titel und Erfolge
- Deutscher Meister 1965
- Vizeweltmeister 1966
- Silbernes Lorbeerblatt 1966
- Europameister 1972
- Weltmeister 1974

## Privates
Während seiner Laufbahn war Höttges, der eine Ausbildung zum Lohnbuchhalter gemacht hatte, zusätzlich beruflich als Generalvertreter für einen Schuhhersteller tätig. Für die CDU bewarb er sich 1972 um einen Sitz im Gemeinderat von Achim, wurde jedoch nicht gewählt.
Mit seiner Ehefrau Inga hatte er zwei Söhne.
Nach Ende seiner Profikarriere wurde Höttges alkoholabhängig und unterzog sich 2017 einer Entzugstherapie, nach deren Ende er in sein Haus in Achim zurückkehrte. Bald danach verschlechterte sich sein körperlicher und geistiger Zustand, er erkrankte an Demenz und lebte ab 2019 mit seiner Frau in einer Seniorenresidenz in Verden (Aller). Dort starb er am 22. Juni 2023 im Alter von 79 Jahren. Sein Urnengrab befindet sich auf dem Friedhof in Achim-Bierden.